# Eurosystem Collateral Management System
Das Eurosystem Collateral Management System (ECMS) ist eine Plattform zur Abwicklung von Funktionalitäten im Bereich des Sicherheitenmanagements, im Zusammenhang mit besicherten Kreditgeschäften des Eurosystems.
Die Inbetriebnahme wurde mehrfach verschoben und war im Oktober 2024 für Juni 2025 angekündigt.